# Грей, Александр
Сэр Александр Грей (англ. Sir Alexander Gray; 6 января 1882 — 17 февраля 1968) — шотландский экономист, поэт и переводчик.
Учился в Эдинбургском и Геттингенском университетах, а также в Сорбонне. Во время Первой мировой войны работал в гражданской службе, занимавшейся антигерманской пропагандой. Профессор экономики Абердинского (1921—1934) и Эдинбургского (1934—1956) университетов. Член Эдинбургского королевского общества (1942).
Опубликовал несколько поэтических сборников. Переводил немецкие и датские поэтические произведения на гэльский язык.

## Основные произведения
- «Развитие экономической доктрины: вводное исследование» (The Development of Economic Doctrine: An introductory survey, 1931);
- Adam Smith (1948)
- The Socialist Tradition: Moses to Lenin (1946)
- «Экономическая наука: сегодня и завтра» (Economics: yesterday and to-morrow, 1949).